# Dong Zhihao
Dong Zhihao (31 maart 2005) is een Chinese zwemmer. Hij is gespecialiseerd in de schoolslag. 
In 2023 zwom hij op de wereldkampioenschappen in Fukuoka, Japan, een junioren-wereldrecord op de 200 meter schoolslag.
In 2004 behaalde hij een gouden medaille op de 200 meter schoolslag op de wereldkampioenschappen in Doha.